# Morir para vivir
Morir para vivir es una telenovela mexicana emitida en el año 1989, producida por la también actriz Ana Martín. Protagonizada por Claudia Ramírez y Eduardo Capetillo, con la actuación antagónica de Susana Dosamantes.

## Trama
Rosaura Guzmán es una mujer cuya maldad no conoce límites. Años atrás, mandó a la cárcel a su propia hermana, Mercedes, acusándola de un crimen que no cometió, para así poder quedarse con su marido, Andrés Guzmán, de quien Rosaura estaba enamorada. Alicia, la hija pequeña de Mercedes y Andrés, creció pensando que Rosaura era su verdadera madre, mientras ésta cumplía su condena en la cárcel.
Quince años más tarde, el amor que Rosaura sentía por Andrés se ha terminado y ahora es amante del ingeniero Federico Iturralde, que fue contratado por el propio Andrés para hacer unas labores de perforación en la hacienda donde habitan. 
Andrés empieza a sospechar que su esposa le es infiel con Iturralde, por lo que Rosaura acude a pedirle ayuda a Bocó, el brujo más famoso de la región. Éste le da un veneno que ella vierte poco a poco en las bebidas de Andrés hasta provocarle un estado catatónico muy similar a la muerte. Todos, incluida Alicia, creen muerto a Andrés, que es enterrado vivo.
Rosaura se dispone a celebrar su triunfo sin sospechar que Alicia y Federico se han enamorado, pero cuando se entera, decide eliminar a su hijastra igual que con su esposo. 
Alicia está a punto de ser enterrada viva cuando Teo, su vieja y querida nodriza, descubre una lágrima deslizándose por su mejilla. La nodriza pide ayuda al doctor Sebastián Quijano (a quien Andrés había pedido que cuidase de Alicia en caso de que él falleciera), pero entonces aparece Bocó para tratar de impedir que salve a la joven. Durante el forcejeo entre ambos hombres, Bocó pierde la vida al golpearse la cabeza, por lo que el doctor decide sustituir el cuerpo de Alicia por el cadáver del brujo. 
Al día siguiente, el entierro se lleva a cabo sin que Rosaura ni nadie sepa lo sucedido. Mientras tanto, el doctor se lleva a Alicia a su casa en la Ciudad de México, donde la joven se recupera lentamente de lo sucedido. 
Enfrente de la casa de don Sebastián hay una casa de huéspedes cuya dueña es Milagros, una mujer alegre y bondadosa que cuida a sus inquilinos como si fueran parte de su familia. Alicia no sospecha que uno de los huéspedes es su verdadera madre, Mercedes, quien se dedica a dar clases de piano desde que salió de la cárcel. El destino lleva a Alicia a convertirse en su alumna; con el tiempo, entre las dos mujeres nace un gran cariño mutuo sin que ninguna sospeche del parentesco que las une.
En la casa de Milagros vive también Víctor, un muchacho que ha llegado de Guadalajara a la capital con intenciones de convertirse en un gran músico. La bondad de Alicia hace que Víctor se enamore de ella; sin embargo, Alicia no quiere saber nada del amor después de lo vivido con Federico. Su corazón todavía está lleno de resentimiento y sólo una cosa la impulsa a seguir viviendo: el deseo de vengarse de la asesina de su padre y del hombre que le rompió el corazón. Esta vez, es Alicia la que no está dispuesta a detenerse ante nada ni ante nadie.

## Elenco
- Claudia Ramírez - Alicia Guzmán / Andrea Quijano Guzmán
- Eduardo Capetillo - Víctor
- Susana Dosamantes - Rosaura Guzmán de Iturralde
- Raúl Román - Federico Iturralde
- Otto Sirgo - Sebastián Quijano
- Carlos Bracho - Andrés Guzmán
- Anna Silvetti - Mercedes Guzmán
- Silvia Mariscal - Elena
- Leonorilda Ochoa - Milagros
- Erik Rubín - Armando
- Rafael Rojas
- Rosita Pelayo - Rosi
- Carlos Espejel - Gus
- Eugenio Cobo - Pedro
- Óscar Morelli
- Miguel Gómez Checa - Genaro
- Jorge Abraham - Vicente
- Bruno Bichir - Julio
- Héctor del Puerto - Jorge
- Mario García González - Florentino
- Julia Marichal - Teo
- Adriana Olivera - Carolina
- Roxana Saucedo - Norma
- Jorge Zepeda - Bocó
- Claudia Fernández - Lorena
- Queta Carrasco - Aurora
- Rosa Carmina - Mireya
- Maleni Morales
- Álvaro Guerrero
- Mónica Miguel
- Lilia Aragón - Greta
- Lorena Velázquez - Etelvina
- Roberto Hernández - Chinto
- Verónica Langer - Martha
- José Ángel García - Roberto
- Beatriz Monroy - Eufemia
- Montserrat Ontiveros - Estrella
- Laura Zaizar - Vicky
- Sara Campos - Luz
- Eduardo Castell - Dr. Herrera
- Cristina Michaus - Gitana
- Francisco Javier Jiménez - Sacerdote
- Norma Angélica  - Lupe
- Luis de Llano Macedo - Luis de la Pradera
- Sergio Ramos - El Pérfido
- José Luis Rodrigo - Francisco

## Equipo de producción
- Historia original de: Félix B. Caignet
- Adaptación: Fernanda Villeli, Edmundo Báez
- Canción de entrada: Morir para vivir
- Intérprete: Erik Rubín
- Canción de salida: El hombre que yo amo (Myriam Hernández)
- Intérprete: David Haro
- Dirección de arte: Gabriel Pascal
- Edición: Adrián Frutos Maza
- Gerente de producción: María del Carmen Marcos
- Dirección de cámaras: Luis Monroy
- Dirección de escena: Benjamín Cann
- Productora: Ana Martín

## Premios

### Premios TVyNovelas 1990
| Categoría     | Nominada          | Resultado |
| ------------- | ----------------- | --------- |
| Mejor villana | Susana Dosamantes | Ganadora  |

- Datos: Q6024255